# Distretto di Huai Mek
Il distretto di Huai Mek (in thailandese: ห้วยเม็ก) è un distretto (amphoe) della Thailandia, situato nella provincia di Kalasin.